# Germaine Golding
A. Germaine Golding (pronunciación en francés: /ʒɛʁmɛn gɔldiŋ/; de soltera Regnier; 6 de junio de 1887 – 14 de agosto de 1973) fue una jugadora de tenis francesa.

## Carrera
Golding llegó a la final del World Hard Court Championships en 1914, que perdió ante la joven de 15 años Suzanne Lenglen. Después de la Primera Guerra Mundial, fue finalista en los campeonatos nacionales franceses tres veces consecutivas desde 1921, pero perdió contra Lenglen cada vez. Su mayor triunfo fueron sus tres títulos en individuales, dobles y mixtos en el World Covered Court Championships de 1922 en St. Moritz.
En los Juegos Olímpicos de París 1924, perdió en las semifinales contra Helen Wills y también el partido por la medalla de bronce contra Kathleen McKane.
Después de que los campeonatos franceses se abrieran a jugadores internacionales en 1925, Golding tuvo problemas para competir. Jugó en París por última vez en 1933, donde perdió contra Sylvie Jung Henrotin en la segunda ronda.

## Finales de Campeonatos Mundiales

### Individuales (1 título, 2 subcampeonatos)
| Resultado | Año  | Campeonato                        | Superficie | Oponentes       | Puntuación |
| --------- | ---- | --------------------------------- | ---------- | --------------- | ---------- |
| Derrota   | 1914 | World Hard Court Championships    | Arcilla    | Suzanne Lenglen | 2–6, 1–6   |
| Derrota   | 1919 | World Covered Court Championships | Madera     | Dorothy Holman  | 3–6, 4–6   |
| Victoria  | 1922 | World Covered Court Championships | Madera     | Jeanne Vaussard | 6–2, 7–5   |

### Dobles (1 título, 1 subcampeonato)
| Resultado | Año  | Campeonato                        | Superficie | Compañera       | Oponentes                         | Puntuación |
| --------- | ---- | --------------------------------- | ---------- | --------------- | --------------------------------- | ---------- |
| Victoria  | 1922 | World Covered Court Championships | Madera     | Jeanne Vaussard | Canivet Yvonne Bourgeois          | walkover   |
| Derrota   | 1923 | World Covered Court Championships | Madera     | Jeanne Vaussard | Geraldine Beamish Kathleen McKane | 1–6, 1–6   |

### Dobles mixtos (1 subcampeonato)
| Resultado | Año  | Campeonato                        | Superficie | Compañero        | Oponentes                     | Puntuación |
| --------- | ---- | --------------------------------- | ---------- | ---------------- | ----------------------------- | ---------- |
| Derrota   | 1919 | World Covered Court Championships | Madera     | William Laurentz | Geraldine Beamish Max Decugis | 3–6, 3–6   |